# ワロン工業地帯

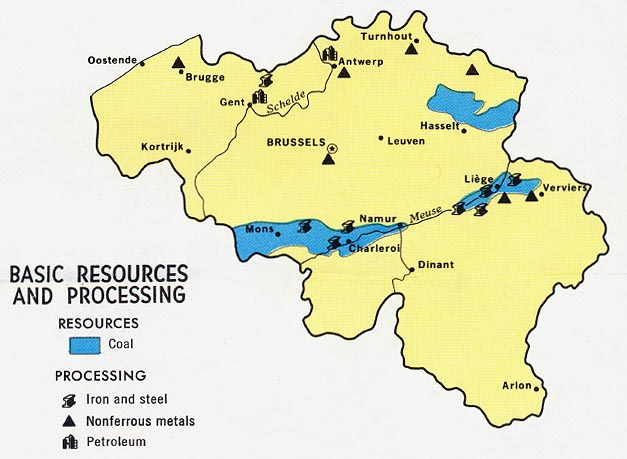
1968年に米国中央情報局が作ったベルギーの資源の地図。工業地帯が西のモンスから東のヴェルヴィエにかけて走っている。

ワロン工業地帯（ワロンこうぎょうちたい、フランス語: Sillon industriel、産業の谷の意）とは、ベルギーのかつて栄えた産業地帯である。ワロン地域を横断しており、西のドゥール、ボリナージュ、モンスからラ・ルヴィエール、シャルルロワ、ナミュール、ユイ、リエージュ等を経て東のヴェルヴィエへと至る工業地帯であり、エヌ川、サンブル川、マース川、ヴェスドル川の谷に沿って連なっている。工業地帯全体の面積はおよそ1000 km²である。

## 概要
ワロン工業地帯は、主要な河川の名前を取ったサンブル＝ムーズ谷（sillon Sambre-et-Meuse）や、より細かい河川名を含めたエヌ＝サンブル＝ムーズ＝ヴェスドル谷（sillon Haine-Sambre-Meuse-Vesdre）の名でも知られている。また、ワロンの背骨（Dorsale wallonne）とも呼ばれる。
自然地理学ではあまり論じられてない地域であるが、人文地理学や資源的な観点からは多数論じられている地域である。重工業が次第に国内での地位を低下させていくにつれて、この地域は「かつての」工業地帯であった地域として一般的に知られるようになってきている。
ワロン地域の2/3に相当する人口がこの地域に住んでおり、その数は200万人を超えている。その中心となる地域はシャルルロワ＝リエージュ谷と呼ばれ、この地域はシャルルロワとリエージュを結んだ地域を示している。ワロン地域のメトロポリスと見做す人もいるが、一般的なそれと比較するとより線状に広がっており、集積度も低い。

## 歴史

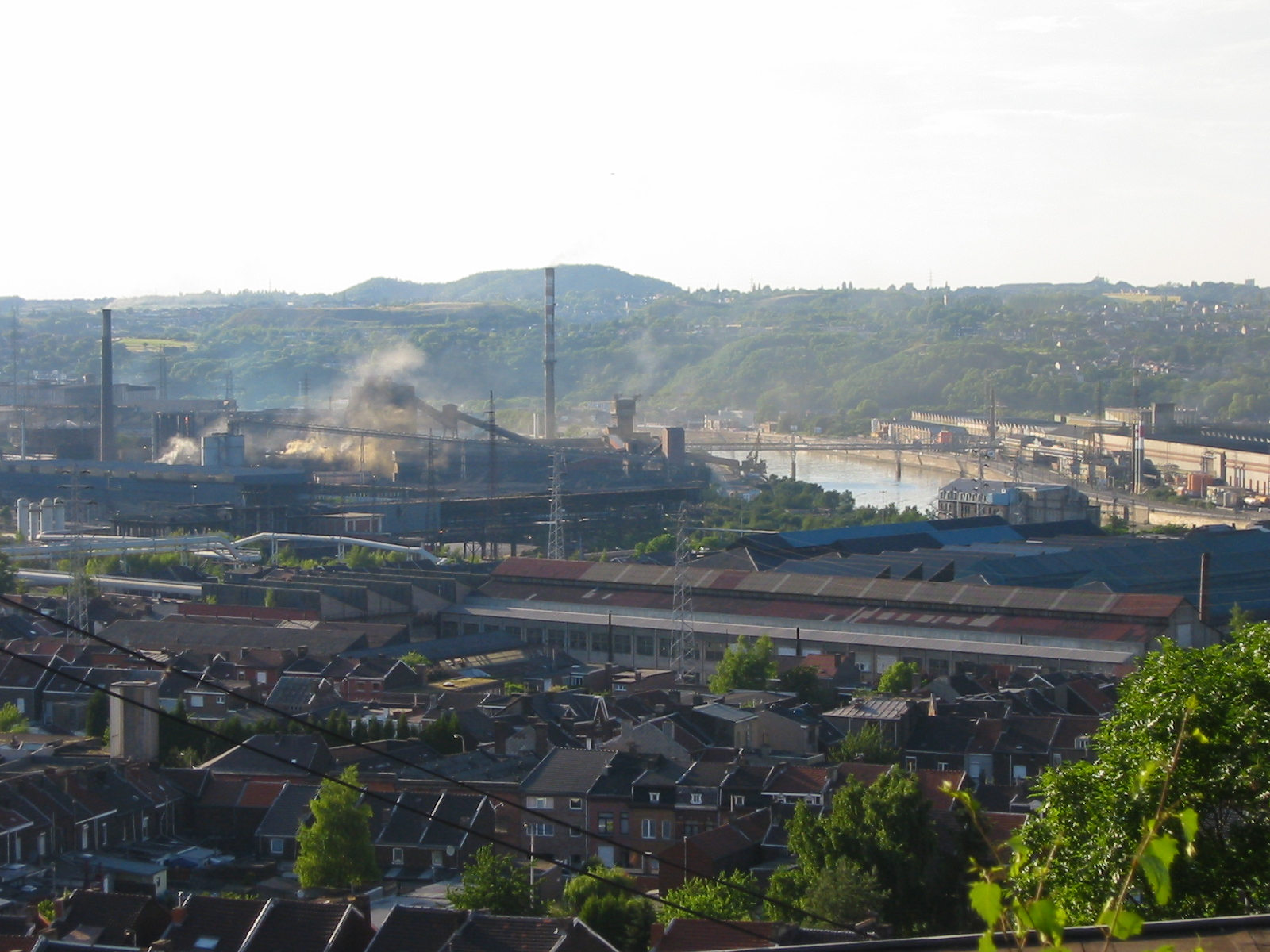
マース川沿いのセランでの製鉄業

ワロン工業地帯はヨーロッパの大陸部で最も古くに産業革命が起こった地域である。産業革命はベルギーに大きな富を齎し、国の経済的核心であった。この状況は第二次世界大戦終結まで続いたが、その後は国内の製鉄、製炭産業の重要性が下落した。それによって地域経済はガラスや炭酸ナトリウム等と言った非金属素材へと次第に主軸は移っていき、1970年代末まで続いた。しかしながら、繁栄の日々は過ぎ去り、失業の風潮とかつて貧しかったフランデレン地域の経済的依存度の上昇が今日に至るまで続いている。 
この地域はまた多くのゼネラル・ストライキが起こり、社会的目的で引き起こされたり、政治的目的で引き起こされた事もあった。1886年には経済危機により、賃金下落と解雇が起こり発生、1893年や1902年、1913年にも普通選挙を求めて起こっている。1932年と1936年にも発生し、1950年にはレオポルド3世の復位を巡って発生した。1960年から1961年の冬にかけてのゼネストでは中心地となり、それはワロン地域が自らの支配権を得る手助けになった。また、フランス革命時の新教化の舞台にもなり、レオポルド3世の復位時に最も反発した土地でもある。

## 今日
今日では社会党の本拠地となっている。欧州連合における地域政策では第一目標地域あるいは第二目標地域に一人当たり国民総生産の低さから指定されている。これは西ヨーロッパでは珍しい指定である。